# Sito palafitticolo e naturalistico Palù di Livenza
Il sito palafitticolo e naturalistico Palù di Livenza è un sito archeologico e naturalistico che si estende tra i comuni di Caneva e Polcenigo nella Provincia di Pordenone, in un'area di circa 60 000 mq posta nella parte settentrionale del bacino creato dalle risorgive del fiume Livenza.
Dal 2011 è inserito nella Lista del Patrimonio mondiale dell'UNESCO nell'ambito del sito seriale transnazionale “Siti palafitticoli preistorici attorno alle Alpi”, a causa della sua importanza storico-archeologica (insediamento palafitticolo), geologica e ambientale-naturalistica (studio delle ere geologiche e preservazione della biodiversità).
Il Palù è la sola località del Friuli-Venezia Giulia a far parte della serie dei villaggi palafitticoli.

## Palù di Livenza
Il Palù di Livenza è un'area risorgiva umida che si estende in una vasta depressione naturale di origine tettonica alle pendici dell'altopiano del Cansiglio. L'area è delimitata dalle alture calcaree circostanti, dove fluiscono le due risorgive perenni del fiume Livenza (Santissima e Molinetto; il semi-perenne Gorgazzo si trova all'esterno del bacino) ed è compresa tra i comuni di Caneva e Polcenigo nella Provincia di Pordenone. Il Palù è importante per la sua biodiversità e le caratteristiche territoriali che hanno permesso lo stratificarsi e la conservazione dell'ambiente che si è susseguito nel corso del tempo.

## Storia del sito e degli scavi
Sino al 1837, data nella quale si decise di effettuare degli interventi per bonificare la zona e, se possibile, renderla produttiva, il Palù era una vasta palude prodotta dalle sorgenti del fiume Livenza, ristagnanti in una depressione strutturale. Sebbene nel corso dei lavori fosse stata segnalata la presenza di resti archeologici nell'area, l'importanza archeologica della località non fu compresa fino al 1965, quando nella parte centro-settentrionale del bacino fu scavato un canale di bonifica che mise chiaramente in evidenza i resti di un villaggio palafitticolo.
Il primo studio riguardante il ritrovamento venne pubblicato nel 1973 da Canzio Taffarelli e Carlo Peretto dell'Università degli Studi di Ferrara e tratta dei numerosi frammenti ceramici e degli strumenti in selce recuperati nel terreno di risulta del canale. Ciò fornì un iniziale inquadramento cronologico e culturale dei materiali, introducendo il Palù tra i siti preistorici italiani allora noti. In quegli anni la parte centrale del bacino risultava impraticabile a causa dell'alto livello della falda acquifera rispetto al piano di campagna e non era possibile effettuare degli scavi stratigrafici con mezzi meccanici. Inizialmente furono quindi intrapresi solo carotaggi, al fine di definire la profondità e lo spessore della stratigrafia archeologica e di raccogliere dati d'interesse geologico.
Dal 1981 iniziarono le prime indagini archeologiche, condotte a cura della Soprintendenza Archeologica di Padova, principalmente ai fini di tutela. Alcuni saggi di controllo effettuati proprio in quell'anno e altri successivi nel 1983 permisero di mettere in luce una parte delle strutture lignee, in particolare numerosi pali verticali infitti nel limo e nelle argille basali, e di recuperare una pagaia di una piroga in legno di frassino. In mancanza di strutture che prosciugassero la zona indagata e ne contenessero le pareti, i saggi incontrarono parecchie difficoltà logistiche. 
Sempre nel 1983, alcune esplorazioni subacquee portarono a identificare ulteriori strutture lignee preistoriche in vari punti e consentirono il rinvenimento nell'alveo del ramo Molinetto di strumenti in selce del Paleolitico superiore, dimostrando quindi una frequentazione del luogo molto anteriore rispetto al periodo di sviluppo dell'insediamento. Fino alla fine degli anni ottanta furono condotte nuove campagne di carotaggi manuali e meccanici, che contribuirono a dare un contesto geologico alle scoperte archeologiche. L'ampia distribuzione di resti e strutture lignee preistoriche nella parte sommersa del bacino, ipotizzata a seguito delle esplorazioni del 1983, venne ampiamente confermata a partire dal 1987, anno nel quale gli interventi subacquei ricevettero il supporto del Servizio Tecnico per l'Archeologia Subacquea (S.T.A.S.) dell'allora Ministero per i Beni Culturali.
Tra il 1989 e il 1994, le indagini ripresero a scandagliare la zona centrale del bacino, nuovamente in corrispondenza del canale di bonifica (settore 1), dove fu rilevata un'elevatissima densità di pali e travi lignee. Per poter studiare i resti con maggiore accuratezza e rilevarli e campionarli in maniera sistematica, vennero effettuate due tipologie di azioni: le prime senza intervenire sul livello dell'acqua come intervento di archeologia subacquea dalla Cooperativa Archeosub Metamauco s.r.l. di Padova, le seconde a canale prosciugato, dalla CORA Ricerche Archeologiche s.n.c. di Trento. La campagna di scavo archeologico del 1994, effettuata in maniera tradizionale in presenza di un livello d'acqua corrente di 20-50 cm, indagò invece una zona differente (settore 2); grazie a questa campagna fu possibile mettere in luce e documentare in modo accurato un ulteriore complesso intrico di elementi lignei, campionati per l'analisi dendrocronologica e la determinazione delle essenze arboree. 
Nel 1999, nell'ambito del progetto DAFNE, nuove indagini subacquee permisero di verificare lo stato di conservazione del deposito sommerso nell'alveo e di realizzare il rilievo stratigrafico di una sezione sommersa, evidenziando almeno due livelli archeologici distinti.
A partire dal 2002, le iniziative di ricerca scientifica e le attività di tutela competono alla Soprintendenza per i Beni Archeologici del Friuli-Venezia Giulia. Su iniziativa della Soprintendenza, con la supervisione di Serena Vitri, che dal 2009 ne ha seguito la candidatura, nel 2011 il sito è stato inserito nella Lista del Patrimonio Mondiale dell'Unesco nell'ambito del sito seriale transnazionale “Siti palafitticoli preistorici dell'arco alpino”. Il sito seriale raggruppa i più importanti siti con queste caratteristiche, siti che risultano inoltre molto difficili da tutelare e valorizzare.
Fino a quel momento le indagini si erano concentrate principalmente sui settori 1 e 2, che però, a causa degli interventi di bonifica e dei cambiamenti del livello della falda, risultavano poco chiari e troppo alterati. Dopo una lunga interruzione, gli archeologi hanno ripreso le indagini nel 2013, decidendo di indagare una nuova zona (settore 3, di soli 50 mq), scelta per la sua prossimità alle strutture lignee del vicino canale maggiore (settore 1) e poiché, essendo leggermente più in alto, faceva presupporre un miglior stato di conservazione. L'obiettivo preposto era di verificare la consistenza e lo stato di conservazione del deposito ancora sepolto nel sottosuolo e controllare la successione stratigrafica e cronologica. Le indagini, presto interrotte a causa di una intensa perturbazione e riprese nel 2016 con l'ausilio di un sistema di drenaggio, hanno confermato l'ipotesi, mettendo in luce un deposito tardoneolitico ben preservato e inalterato dai lavori che avevano interessato il Palù. Nel 2018 è stato individuato un villaggio palafitticolo più antico dei precedenti; si è provato ad analizzarlo maggiormente con gli scavi del 2020, durante i quali sono stati messi in luce tre livelli di fondazioni diversi, ma che sono stati nuovamente costretti all'interruzione a causa delle condizioni meteorologiche e della conseguente impraticabilità. Gli scavi sono proseguiti nel 2021 e allo stato attuale è stato possibile identificare 5 fasi strutturali del sito archeologico pertinenti ad almeno quattro villaggi palafitticoli differenti che si sono succeduti nel tempo alternandosi a brevi periodi di abbandono della zona.
Dal 2022 è prevista la costruzione di un centro visite che possa trasmettere le scoperte alla comunità e valorizzare il patrimonio scoperto.

## Descrizione

### I risultati dello scavo
Nel Palù è emerso un sito insediativo sviluppatosi tra circa il 4.500 e il 3.600 a.C., nel quale sono riconoscibili almeno quattro villaggi palafitticoli che risalgono a epoche diverse. Il sito è stato popolato, con l'alternanza di brevi periodi di abbandono, fino al Neolitico recente, che si conserva ancora in larga parte intatto nella parte più settentrionale del bacino.
Una frequentazione precedente significativa di tutta la zona circostante, sin dalla fine dell'era glaciale, è attestata dal ritrovamento nella parte meridionale di strumenti in pietra del Paleolitico superiore e del Mesolitico, e di numerose selci nell'attiguo bosco del Cansiglio, al tempo utilizzato come riserva di caccia, sebbene in questo periodo non si possa parlare di insediamenti o villaggi, in quanto fino agli ultimi cacciatori-raccoglitori la società era principalmente nomade e ad alta mobilità.
È provata anche una presenza umana sul territorio successiva a questo periodo, ma esterna rispetto alla zona umida, che era inutilizzabile per le coltivazioni e oramai considerata zona insalubre.

### Le strutture
Essendo il Palù una zona profondamente soggetta al mutamento del livello dell'acqua in base alle condizioni atmosferiche, per lo sviluppo di un villaggio soprastante erano necessarie intricate strutture in legno, più volte adattate o abbandonate e stratificatesi nel corso dell'occupazione. In quest'area sono stati infatti individuati quasi un migliaio di elementi in legno fra pali verticali e travi orizzontali, ognuno con una determinata funzione all'interno del villaggio neolitico.
Gli elementi da costruzione in legno sono differenti in base alla dimensione e al posizionamento e ciò permette di dedurre il loro impiego; per esempio, per quanto riguarda gli elementi verticali, i pali, ricavati da tronchi interi o da porzioni di tronco (mezzo, quarto, scheggia e tavole), si distinguono pilastri di strutture portanti di impalcati aerei, supporti o rinforzi alle strutture portanti, sostegni per pareti o per tramezzi e infine elementi di bonifica del terreno. Per edificare delle strutture, agli elementi verticali sono associati degli elementi orizzontali formati da travi, anche di grandi dimensioni, o assi e travetti più piccoli, tra loro intersecati e uniti ai pali con tecniche differenti; le più attestate sono su pali portanti con funzione di pilastro, con probabile impalcato aereo, o su piattaforma di assi.
Sebbene la pianta generale non sia chiara a causa dei diversi sistemi di fondazione, le numerose strutture in legno individuate, di forma quadrangolare, sono i resti di abitazioni o di costruzioni esterne a esse, come granai e depositi, edificate in una zona dove c'era un livello d'acqua soggetto a costante mutamento, che ha reso necessari elementi di bonifica e di supporto. Grazie alle ricerche si è riusciti a riconoscere e datare alcune di queste strutture, tra cui un sistema di ancoraggio costituito da assi lignee orizzontali, una struttura pavimentale formata da più livelli sovrapposti di travetti e rami coperti da un tavolato ligneo e un recinto di cui si è riconosciuto il perimetro grazie alla dendrocronologia.
Per quanto riguarda i materiali da costruzione, oltre alle strutture lignee, sono stati rinvenuti anche piccoli accumuli di terra mal cotta, che conservano impronte e inclusi vegetali; si tratta di frammenti di intonaco di parete, originariamente di fango essiccato, a fine isolante, o di strati d'argilla stesi sul pavimento per proteggerlo dal calore dei focolari e impedire eventuali incendi. La presenza di un fuoco governato, testimoniato anche dal ritrovamento di una piastra di cottura, o proprio un incendio accidentale, ha cotto questo materiale e ne ha permesso la conservazione. È cosi che dalle impronte impresse su questi residui è possibile riconoscere le strutture delle pareti, solitamente formate da rami intrecciati, e pavimentali; erano proprio i numerosi inclusi vegetali a fare sì che il fango, una volta essiccato, non si fratturasse troppo.
Oltre alle strutture lignee e agli elementi propriamente legati all'urbanistica del villaggio, sono molteplici i reperti che hanno consentito di definire meglio il contesto, il periodo e le società che lo hanno sviluppato e abitato.

## Reperti

### Condizioni di conservazione: la caratteristica del Palù
I villaggi palafitticoli sono ottime fonti di conoscenza della vita e della cultura materiale preistorica, poiché, in depositi torbosi sedimentati al di sotto della falda freatica e imbibiti come il Palù, la presenza costante di acqua e la mancanza quasi totale di ossigeno impedisce l'azione degli organismi decompositori, e preserva i resti organici, tramandando informazioni più complete rispetto ai tradizionali siti all'asciutto. La conservazione del legname con cui sono state costruite le strutture delle abitazioni e di bonifica aiuta infatti a comprendere l'evoluzione e l'organizzazione dei villaggi, mentre la preservazione di oggetti, attrezzi e di resti di cibo procura un dettagliato spaccato di vita quotidiana delle popolazioni che ci vivevano.
In seguito un elenco dei ritrovamenti già documentati più importanti, principalmente conservati al Museo Archeologico del Friuli Occidentale.

### Resti organici
- Ossa di animali, che permettono di ricostruire la dieta, la caccia e l'allevamento dell'epoca[2][10][11][19]
- Mele selvatiche carbonizzate e resti bruciati di corniolo, ghiande di quercia e di semi di farro, che suggeriscono la presenza di scorte alimentari bruciate da un incendio[2][10][19][20]
- Altri semi di cereali e di diversi frutti, che mostrano la dieta e l'agricoltura dell'epoca[2][11][19][20]
- Semi di papavero da oppio e semi e capsule di lino[20]
- Funghi del legno, raccolti e usati come esca da fuoco[10][11][19]
- Pece di betulla: piccoli grumi che recano tracce di denti umani e che provano l'abitudine di masticare questa sostanza, forse per le proprietà antisettiche e antinfiammatorie che possiede, oppure per il semplice piacere gustativo[2][10][11][19]
- Un dente forato umano: si tratta di un molare superiore forato alla radice appartenente a un individuo di circa 17-21 anni. Vista la buona conservazione della radice, il dente può essere caduto per ragioni naturali o può essere stato estratto dal corpo di un defunto. Il foro fa pensare che il dente venisse usato come ornamento, ma è possibile che esso avesse un'implicazione psicologica più profonda, instaurata dal legame con il possessore: un talismano, un ricordo o un trofeo. Si tratta di un reperto molto raro in quanto sono pochi i gli esempi contemporanei paragonabili[2]

### Resti inorganici o reperti artificiali
- Pintadere: stampi di terracotta che recano su una faccia una superficie decorata da diversi motivi, nel caso del Palù sia a stampa che a scorrimento o a rullo, usati per decorare abiti e materiali molli prima della cottura. Il Palù di Livenza è uno dei siti neolitici italiani con la maggiore collezione di pintadere[2][10][19][21]
- Pesi da telaio in terracotta: associati alla scoperta dei semi di lino attestano la presenza di un'area dedicata alla tessitura[2]
- Numerosi frammenti ceramici di vasi. La ceramica ritrovata al Palù è grossolana e ricca di inclusi minerali, e ha forme semplici. Le decorazioni sono per la maggior parte a impressione o plastiche, mentre sono rare quelle a incisione. I frammenti possono essere attribuiti a periodi differenti, e gli elementi che li caratterizzano sono derivati da diverse tradizioni culturali. Per esempio, vi sono caratteristiche riferibili alla cultura dei vasi a bocca quadrata, alla cultura della Lagozza e ai gruppi tardoneolitici dell'area alpina come quelli trentini di Isera; un'ultima componente, relativa all'Età del rame, sembrerebbe evidenziare una connessione con i gruppi palafitticoli della palude di Lubiana in Slovenia.[2][10][19][21]
- Strumenti di selce: Anche questi strumenti forniscono informazioni sulle tradizioni manifatturali delle società del Palù, e risultano iscrivibili alle stesse aree culturali delle pintadere e delle ceramiche, con una componente più rilevante pertinente alla cultura dei Vasi a Bocca Quadrata. Oltre agli strumenti veri e propri, sono state ritrovate ugualmente lame o schegge non ritoccate, dette supporti, che testimoniano le fasi di lavorazione della selce.[2][10][19][21]
- Una piastra da cottura: molto frammentata, ma che aiuta a comprendere le attività domestiche e artigianali nel neolitico (attraverso lo studio di queste installazioni e dei residui di combustione)[22]
- Un piccolo cucchiaio di legno, che mostra le capacità degli artigiani neolitici e un gusto estetico nella lavorazione del legno che supera la semplice funzionalità dell'oggetto[10][19][23]
- La pala di una pagaia da piroga, che documenta l'utilizzo di imbarcazioni[2][19][23]
- Frammenti di asce in pietra levigata, strumenti indispensabili per la trasformazione del legno in un luogo ed un periodo in cui non vi sono prove della lavorazione del metallo[10][21]
- Manico di un'ascia in legno levigato: questo reperto, perfettamente conservato, ha un grande valore poiché, per la sua raffinatezza ed eleganza, potrebbe non essere un semplice strumento di lavoro ed essere interpretato come un'ascia da parata[11]
- Bastone da scavo: una specie di vanga neolitica[11][19]
- Altri oggetti agricoli e alcuni di difficile comprensione[11][23]
- Altri oggetti di legno legati alla vita quotidiana, come ciotole e ceste[23]

## Le società

### Dal Paleolitico agli ultimi cacciatori-raccoglitori
Le aree umide come il Palù, assicurando una presenza fissa di acqua e offrendo un'elevata produzione di biomassa vegetale, e, per questo, attirando un gran numero di animali, hanno garantito per secoli una sussistenza stabile all'uomo preistorico nomade, dedito alla caccia e alla raccolta. La presenza attestata del lago e di abbondanti risorse naturali favorì pertanto la frequentazione ricorrente di questo luogo da parte di bande di cacciatori-raccoglitori dedite alla caccia.

### Nel Neolitico
In seguito alla rivoluzione neolitica i piccoli gruppi di cacciatori-raccoglitori si riunirono in piccole società e divennero più stabili e maggiormente dediti all'agricoltura. Le società che hanno abitato stabilmente il Palù si collocano in questa transizione.
Dalle analisi dei resti risulta che si coltivavano contemporaneamente diversi cereali: l'orzo, il farro, il frumento tenero o quello duro e il farro piccolo. L'orzo sembra il cereale più importante nella dieta vegetale. La coltivazione di diversi cereali combinati o alternati tra loro, con caratteristiche agronomiche e tempi di maturazione differenti, era una strategia di sopravvivenza che assicurava almeno un raccolto nel corso dell'anno e sufficienti derrate alimentari anche in condizioni sfavorevoli. Di certo venivano coltivati anche i legumi, ma dagli scarsi semi, difficilmente determinabili, non si è riusciti a definirne la tipologia.
Erano coltivate anche due specie di piante oleaginose di grande importanza, il papavero da oppio, comune durante il neolitico ma con scarsa documentazione in questo sito, usato sia come alimento e olio commestibile, sia come narcotizzante, e il lino, allo stesso modo utilizzato in modo variegato nell'alimentazione, nella tessitura e in medicina. Di questa specie sono stati raccolti numerosissimi semi e frammenti delle capsule in una zona circoscritta degli scavi che proverebbero l'esistenza di un'area adibita alla preparazione del lino per la tessitura, ma, l'assenza di reperti tessili impedisce una conoscenza più approfondita delle tecniche e dei prodotti.
Alla dieta vegetale si aggiungeva l'apporto dei frutti raccolti direttamente nel bosco come nocciole e ghiande, mele e pere, corniole e fragole, more, ciliegie, bacche di sambuco e uva, attestate da accumuli di piccoli noccioli di piante eduli, che si ingeriscono insieme al frutto e si rinvengono negli escrementi, troppo concentrati per non essere frutto di una consistente frequentazione antropica, e perfino i fichi.
Le ossa di animali presenti sono un'altra importante fonte di informazioni sul tipo di economia praticata dalla comunità. Lo studio effettuato al Palù rivela una prevalenza dei caprovini (capre e pecore) sui bovini e suini tra gli animali domestici e una forte incidenza del cervo tra i selvatici, seguito dal cinghiale e capriolo. Una simile composizione indica che l'apporto degli animali selvatici era un rilevante contributo alimentare nella dieta e nell'economia del villaggio neolitico. Una maggioranza dei caprovini suggerisce un'economia di tipo pastorale e, forse, la pratica della transumanza o, meglio, dell'alpeggio tra l'area pedemontana e la media montagna soprastante il bacino di Palù, confermata anche dalla tradizione delle malghe e dei castellieri presenti nei territori montani circostanti. Tuttavia, la presenza di bovini e suini domestici ben si adatta al tipo di ambiente naturale ricco di vegetazione arborea. Inoltre, la presenza, sia pure esigua, di resti di lontra, tartaruga palustre e germano reale si accorda con un ambiente molto umido, con acque stagnanti, in vicinanza di boschi dove cervi, caprioli e cinghiali potevano trovare nutrimento e riparo.

## Datazione

### Dendrocronologia
La dendrocronologia è solitamente la tecnica di datazione più usata nel caso degli abitati preistorici in area umida. Sebbene al Palù le indagini dendrocronologiche abbiano interessato ben 80 campioni lignei di diverse essenze (quercia caducifoglia, nòcciolo, acero e faggio, ma si riuscirà a ricavare elementi cronologici utili solo dalla prima), prelevati dall'area indagata tra gli scavi del 1992 e del 1994, non si è comunque riusciti a ricavare una cronologia generale del sito. Le indagini hanno però portato alla creazione di diverse curve locali che evidenziano diversi momenti di abbattimento degli alberi per la costruzione dei singoli elementi (e provano di conseguenza la presenza di più fasi costruttive nel villaggio neolitico) e mostrano la contemporaneità di gruppi lignei che corrispondono a strutture diverse.

### C14
Le datazioni C14 realizzate al Palù permettono di dare un migliore inquadramento storico-periodico. I campioni per le datazioni sono stati prelevati da 10 punti diversi interessati dalle indagini archeologiche, e quelle risultate utili e pertinenti al villaggio palafitticolo preistorico variano in un arco di tempo che si estende dal Neolitico medio fino all'Eneolitico.
In ordine di datazione:
- Un sistema di ancoraggio a reticolo in assi di quercia rinvenuto durante le indagini del 1989 e del 1992 (nel settore 1) è risultato la struttura con datazione calibrata più antica, posizionandosi nella prima metà del V millennio a.C. (4.750-4.402 a.C.)
- Una struttura pavimentale messa in luce nel corso del 1994 (nel settore 2) è attribuibile agli ultimi secoli del V millennio a.C. (4.221-3.959 a.C.)
- Una serie di pali portanti in quercia al centro dell'area degli scavi del 1994 (nel settore 2) è stata ascritta alla prima metà del IV millennio a.C. (3.775-3.537 a.C.)
- Un campione raccolto nel livello antropico del saggio I del 1983 posto a poche decine di metri dalla precedente struttura è risultato quasi contemporaneo (3.755-3.513 a.C.)
- Un campione prelevato al limite settentrionale dell'area interessata dai resti del villaggio palafitticolo durante il sondaggio II del 1987 è risultato il più recente tra quelli certamente attribuibili al complesso, datato tra la fine del IV e i primi secoli del III millennio a.C. (3.333-2.884 a.C.) e chiude l'ultima fase costruttiva ricostruibile.[26]

## Ambiente
Il Palù di Livenza, oltre a essere noto per il suo contributo archeologico, è anche un luogo di grande interesse naturalistico. Essendo caratterizzato da una particolare geomorfologia e dall'abbondante disponibilità d'acqua, permette la sopravvivenza di diverse specie di uccelli palustri e di varie piante igrofite indigene o peculiari del luogo, che altrove non troverebbero le condizioni ideali di vita.

### Preistoria

#### Neolitico, periodo di abitazione del Palù
Lo studio delle essenze arboree degli elementi costruttivi del villaggio e dei resti carbonizzati di legna combusta, di semi, resti di frutti e di pollini fossili ci permette di delineare un contesto ambientale in buona parte chiaro e molto dettagliato; è inoltre possibile tracciare lo sfruttamento e l'adattamento umano ad esso.
Dai dati risulta evidente che l'acqua abbia costantemente influenzato l'ambiente circostante, ma dato il rapido e costante mutamento della sua portata ed espansione, è difficile identificare se nel momento di costruzione le strutture fossero edificate direttamente sull'acqua, lungo le sponde o se in entrambe le situazioni contemporaneamente o in tempi diversi. Sono comunque documentate ricorrenti inondazioni e parziali prosciugamenti che modificavano periodicamente il bacino e la vita dei suoi abitanti.
A maggiore distanza vi erano foreste del tipo “querceto misto”, diverso però sia da quello contemporaneo per la consistente presenza del faggio, elemento ora da considerarsi montano, sia da quello presunto originario della zona, poiché dai ritrovamenti è attestata la presenza del carpino bianco, originario dei Balcani e progressivamente diffuso verso occidente, poiché più resistente ai tagli e agli incedi provocati dall'uomo; ciò evidenzia una già parziale trasformazione della foresta primigenia e l'influenza, volontaria o meno, delle proto-civiltà umane. Da segnalare la consistente presenza del nocciolo e delle querce caducifoglie,  mentre le specie tipiche delle aree inondate e paludose, olmo, salice, pioppo e ontano risultano poco attestate.

### Dopo la preistoria
Dopo le fasi di occupazione nel corso della preistoria, le zone umide dell'area alpina persero interesse nel tempo, perché considerate zone insalubri, inutilizzabili per le coltivazioni e fonti di malattie, e conseguentemente poco frequentate.
Infatti nel Palù, sebbene nominato in varie fonti, non sono stati confermati ritrovamenti né interventi posteriori, a differenza della zona circostante (necropoli pluristratificata di San Giovanni in località Sottocolle, recenti ritrovamenti nel parco di San Floriano), né mutazioni dell'ambiente non spiegabili naturalmente. Si può quindi concludere che fino all'Ottocento, con lo sviluppo delle opere di bonifica e la nuova considerazione in chiave di sfruttamento, la zona del Palù abbia mantenuto inalterate le sue caratteristiche biotopiche proprie. Fu proprio l'avvio di queste attività a produrre una trasformazione dell'ecosistema autoctono e a minacciare la sopravvivenza delle moltissime specie animali e vegetali, con la mutazione della "catena" che ne aveva per secoli regolato i rapporti.

### Epoca contemporanea
Le zone umide come il Palù in epoca contemporanea continuano ad essere minacciate dalle stesse e da ulteriori cause: oltre alle necessità di bonifica e dragaggi, si sono affiancati erosione, opere urbanistiche ad alta velocità, scarichi industriali e discariche, oltre all'inciviltà di chi le frequenta. Sebbene con il tempo sia cambiata la sensibilità verso queste aree, esse stanno comunque regredendo di numero ed estensione. Grazie a piani di intervento comunale (finanziamenti a favore di soluzioni progettuali utili a migliorare l'integrazione ambientale delle opere infrastrutturali con gli ecosistemi presenti nel territorio, comune di Polcenigo) e soprattutto a molti volontari che desiderano preservare il loro particolarismo territoriale, si sta cercando di valorizzare questo eccezionale patrimonio naturalistico e ambientale che, oltre che da proteggere, è ritenuto da far conoscere come meta del turismo culturale (istituzione dell'Humus Park, creazione di percorsi naturalistici e di un centro visite), soprattutto in una zona depressa da questo punto di vista. L'interesse per tali aree è naturalmente accresciuto nel caso del Palù dalla presenza dell'insediamento preistorico, che tutela maggiormente questo luogo e permette di custodire un patrimonio di forme viventi di eccezionale varietà.

#### Flora e fauna
L'ambiente del Palù, grazie alle sue particolari condizioni geologiche, idrologiche e vegetazionali, vanta la presenza di piante tipiche delle aree umide come i larici, gli ontani, i pioppi e i salici bianchi, ma soprattutto di elementi locali o rari; sono state infatti rilevate più di 330 specie vegetali. La sua fauna è invece costituita da diverse specie di uccelli che nidificano o semplicemente sostano temporaneamente nel suo territorio, da piccoli e grandi mammiferi che lo frequentano durante l'anno, dagli insetti di ogni tipo che lo popolano e, infine, da una consistente varietà di anfibi e rettili. La ricchezza biologica del Palù rende questa zona un rifugio importante per numerose specie viventi della zona in pericolo di estinzione, dal momento che gli ambienti acquatici e umidi sono in forte deterioramento in molte aree della pianura e pedemontana veneto-friulana.

#### Caccia e pesca
È possibile praticare, nei periodi consentiti e secondo le indicazioni degli enti del luogo, le attività di caccia e pesca.

## Percorsi

### Percorsi a piedi
All'interno del Palù di Livenza vi sono percorsi archeologici e naturalistici che permettono di visitare i punti più belli e significativi e ne raccontano la storia tramite la cartellonistica dedicata.
Tutti i percorsi segnalati sono facili passeggiate.

### Percorsi didattici
È possibile organizzare su prenotazione dei percorsi didattici guidati per le scolaresche.
L'itinerario può essere associato a una visita al Museo Archeologico del Friuli Occidentale, dove sono custoditi i reperti archeologici ritrovati al Palù di Livenza.

### Centro visite
Nel 2019 è stata approvata la costruzione di un centro visite che dovrebbe permettere di apprezzare e diffondere le scoperte ai visitatori.